# Lumi Cavazos
Lumi Cavazos, all'anagrafe Luz María Cavazos (Monterrey, 21 dicembre 1968), è un'attrice messicana.

## Biografia
Il suo debutto di attrice è avvenuto all'età di 15 anni. Dopo aver preso parte a diverse produzioni televisive messicane, nel 1991 è stata scelta per il ruolo della protagonista Tita nel film Come l'acqua per il cioccolato, grande successo in tutto il mondo, che ha poi permesso all'attrice di essere premiata al Tokyo Film Festival. 

## Vita privata
Il protagonista maschile di Come l'acqua per il cioccolato, Marco Leonardi, è anche diventato partner di Lumi nella vita: nel 1999 i due si sono però lasciati, dopo aver lavorato nuovamente insieme nella pellicola Viva San Isidro!. In seguito l'attrice ha sposato Joselo Rangel, membro del gruppo musicale Café Tacvba; la coppia ha due figli.

## Filmografia parziale

### Cinema
- Come l'acqua per il cioccolato (Como agua para chocolate), regia di Alfonso Arau (1992)
- Viva San Isidro! (1995)
- Un colpo da dilettanti (1996)
- La mossa del diavolo (2000)
- Esto no es Berlín (2019)

### Televisione
- In the Time of the Butterflies, regia di Mariano Barroso – film TV (2001)
- Che fine ha fatto Sara? (¿Quién mató a Sara?) – serie TV, 5 episodi (2022)